# Naprężenie całkowite w gruncie
Naprężenie całkowite (σ) jest równe naciskowi nadkładu lub inaczej naprężeniu, które jest powodowane przez ciężar gruntu włączając w to wszelkie inne siły (np. ciężar obiektu budowlanego).
Całkowite naprężenie wzrasta z głębokością proporcjonalnie do gęstości gruntu w nadkładzie.